# Чапаевский сельсовет (Новоорский район)
Чапаевский сельсовет — сельское поселение в Новоорском районе Оренбургской области Российской Федерации.
Административный центр — село Чапаевка.

## История
9 марта 2005 года в соответствии с законом Оренбургской области № 1905/313-III-ОЗ образовано сельское поселение Чапаевский сельсовет, установлены границы муниципального образования.

## Население
| 2010 | 2012 | 2013 | 2014 | 2015 | 2016 | 2017 |
| ---- | ---- | ---- | ---- | ---- | ---- | ---- |
| 884  | ↘869 | ↘829 | ↘802 | ↘800 | ↘780 | ↘753 |
| 2018 | 2019 | 2020 | 2021 |      |      |      |
| ↘729 | ↘681 | ↘644 | ↘621 |      |      |      |

## Состав сельского поселения
| № | Населённый пункт | Тип населённого пункта       | Население |
| - | ---------------- | ---------------------------- | --------- |
| 1 | Чапаевка         | село, административный центр | ↘621      |